# نیکولاس برگرون
نیکولاس برگرون (انگلیسی: Nicolas Berggruen؛ زادهٔ ۱۹۶۱) یک سرمایه‌گذار مقیم ایالت متحده آمریکا است. 

## برگرون و علوم انسانی
نیویورک تایمز در گزارشی درباره برگرون می‌نویسد که «برگرون در سال‌های اخیر به نامی آشنا در میان اهالی علوم انسانی تبدیل شده است. او تلاش می‌کند نقشی را ایفا کند که روزگاری خاندان‌هایی مثل مدیچی در عصر روشنگری ایفا کردند: حمایت از فیلسوفان و نظریه‌پردازان در جهت بسط ایده‌هایشان. برگرون بعد از تأسیس جایزۀ یک‌میلیون دلاری‌اش در فلسفه، حالا در زمینی به وسعت صدها هکتار به دنبال تأسیس مؤسسه‌ای عظیم برای گسترش علوم انسانی در لس‌آنجلس است.» 